# Mistralazhdarcho
Mistralzhdarcho ("Azhdarcho severního větru") byl rod poměrně velkého azdarchidního pterodaktyloidního ptakoještěra, který žil v období svrchní křídy (stupeň kampán, asi před 75 až 72 miliony let) na území dnešní jižní Francie.

## Historie
Fosilie tohoto pterosaura byly objeveny v roce 1992 v pískovcových sedimentech oblasti Aix-en-Provence (lokalita Velaux–La Bastide Neuve). Holotyp byl označen MMS/VBN.09.C.001 a představuje částečně zachovanou kostru s lebkou. V letech 2009 až 2012 byly fosilie vykopány a v roce 2015 o nich bylo poprvé referováno v odborné literatuře. Nový druh M. maggii pak byl formálně popsán v roce 2018.

## Popis a zařazení
Jednalo se o poměrně velkého ptakoještěra, jehož rozpětí křídel bylo autory popisné studie odhadnuto asi na 4,5 metru (u nedospělého holotypu) a na 5 až 6 metrů u plně dorostlého jedince. Patřil tak spíše ke středně velkým azdarchidům. Mistralazhdarcho patřil nepochybně do čeledi Azhdarchidae a jeho bízkým příbuzným mohl být starší severoafrický druh Alanqa saharica.